# Else Frobenius

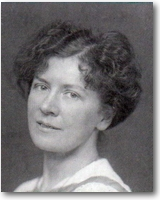
Else Gaehtgens

Else Frobenius, geborene Gaehtgens (* 14. Mai 1875 in Lasdohn/Lazdona bei Madona, Russisches Kaiserreich; † 3. August 1952 in Schleswig) war eine deutschbaltische Journalistin und politische Lobbyistin.

## Leben und Wirken
Else Frobenius wurde 1875 in Lasdohn, einer livländischen Kleinstadt, geboren und wuchs ab 1882 in Riga, der damals drittgrößten Stadt Russlands auf. Sie entstammte der deutschbaltischen Pastorenfamilie Gaehtgens; ihr Vater war Theophil Gaehtgens. Sie war das älteste von acht Kindern, darunter drei Schwestern. Else Frobenius wurde evangelisch-religiös erzogen und bildungsbürgerlich geprägt. Demnach waren Verbote an der Tagesordnung, was durch den Leitspruch des Vaters, «Meine Töchter sollen brave Hauspflanzen werden», bekräftigt wurde. Ihre Ausbildung bestand aus einer Kombination zwischen Höherer Töchterschule und häuslichem Privatunterricht. Im Jahr 1892 legte sie das russischsprachige Gouvernantenexamen ab, übte ihren Beruf aber nie aus.
Frobenius agierte im Rahmen von kolonialer Propaganda, vielfältiger politischer Lobbyarbeit sowie frauenspezifischer Themenfelder und gehörte zu den Pionierinnen im journalistischen Beruf. Zusätzlich engagierte sie sich zunehmend für die Professionalisierung des journalistischen Berufsstandes. Sie gehört zu den vielen deutschen Frauen im späten Kaiserreich, die über karitative und nationale Vereine ab 1919 zu aktiven Staatsbürgerinnen wurden und dabei eine entschieden nationale und rechte Politik vertraten. Sie verfasste Zeitungsartikel, Aufsätze sowie mehrere Bücher. Häufig befasste sich ihre Publizistik mit politischen Themen, wobei sie als Propagandistin kolonial(revisionistisch)er, deutschbaltischer, national(liberal)er Inhalte auftrat. Bei einem Brand am 22. November 1943 im Berliner Hansa-Viertel verbrannten zahlreiche Werke ihres sorgfältig gepflegten Privatarchivs, wodurch sie Tausende von Büchern und Abertausende von Schriftstücken aus ihrer über dreißigjährigen Karriere verlor. Zu jenen Schriftstücken, welche sie retten konnte, zählten Fragmente ihrer Lebensgeschichte, die sie um die Jahreswende 1942/1943 begonnen hatte zu schreiben. Das Manuskript wurde im Oktober 1944 abgeschlossen, aber erst 2005 veröffentlicht. Die bisher im Familienarchiv aufbewahrten Aufzeichnungen hat Lora Wildenthal herausgegeben, auch daher ist ihr umfangreiches Werk bislang noch wenig erschlossen. In Ergänzung dazu, gibt es auch noch ein weiteres, bisher unveröffentlichtes Manuskript, das den Titel: Der goldene Schlüssel. Erinnerungen einer alten Frau trägt.

## Vom Baltikum nach Berlin
Im Alter von 23 Jahren ging sie 1898 in Riga die Ehe mit dem Juristen Carl von Boetticher ein und führte als Angehörige der städtischen Oberschicht ein radikal anderes Leben, das durch den finanziellen Bankrott des Ehemannes abrupt beendet wurde. Danach zog sie 1908 eigenständig und abseits der großen baltendeutschen Migrationswellen zum Studium nach Berlin. 1915 heiratete sie in Berlin den Kunstmaler Hermann Frobenius. Beide Ehen endeten durch Scheidung (1910 sowie 1921) und blieben kinderlos. Den Familiennamen Frobenius trug sie jedoch weiter, da er durch ihre zahlreichen journalistischen Artikel bereits eingeführt war. Umso mehr musste sich Else Frobenius die wirtschaftliche Basis selbst erarbeiten und entsprach in mehrfacher Hinsicht nicht mehr den weiblichen Musterbiografien ihrer Zeit. Sie blieb von 1908 bis 1945 in Berlin, wo sie zunächst sechs Semester Germanistik als Gasthörerin an der Universität studierte. Ein Zitat aus ihrem Manuskript Der goldene Schlüssel gibt einen Einblick, wie sie diese Zeit gesehen hat:

„In den ersten Märztagen 1908 kam ich nach Berlin. […] Mit einem Kopfsprung stürzte ich mich in das mir völlig neue Leben der Studentin. Mit […] der Inbrunst einer Frau, die sich sagte: „Ein Mensch, der keine Kinder hat, muß doch etwas schaffen, das über ihn hinauswächst – sonst ist ja sein ganzes Leben ohne Sinn und Wert!“ ergriff ich jede Arbeit, die sich mir bot.“

Mit dem Studienschwerpunkt „deutsche Literatur“ wandte sich Frobenius einem von Frauen überproportional frequentierten Studienfeld zu. Mit knapp 33 Jahren lag sie oberhalb des Durchschnittsalters der ersten Studentinnengeneration.
Dem Literaturhistoriker Erich Schmidt (1853–1913), der zugleich ihr Mentor war, schreibt sie eine zentrale Rolle zu. Ihre Autobiographie preist ehrfürchtige Bewunderung für den Menschen und Wissenschaftler Schmidt. Später strebte sie durch journalistischen Zuverdienst konsequent nach Unabhängigkeit. In Berlin erreichte Frobenius 1912 ihre Aufnahme in den Deutschen Lyceum-Club, ein wirkmächtiges Frauenwerk, in dem sie während ihrer fast 30 Jahre dauernden Mitgliedschaft verschiedene Ämter übernahm. Von 1914 bis 1922 war sie als Generalsekretärin des »Frauenbundes der Deutschen Kolonial-Gesellschaft« tätig. 1916 wurde sie Mitgründerin des »Baltischen Frauenbundes« und behielt den ehrenamtlichen Vorsitz bis zur Selbstauflösung der Vereinigung 1936. Ab ihrem 50. Lebensjahr knüpfte und intensivierte sie Beziehungen zur Jugendbewegung. Ihr Schrifttum befasste sich häufig mit politischen Themen und sie trat in Wort und Tat als Lobbyistin kolonialer und national-völkischer Interessen auf.

## Politische Arbeit in der Weimarer Republik (1919–1933)
Ende des Ersten Weltkrieges trat Else Frobenius 1919 in die rechtsbürgerliche Deutsche Volkspartei ein und blieb bis 1930 Mitglied. Auf lokaler Ebene übte sie Verantwortung aus, zog sich aber seit Mitte der 1920er Jahre zunehmend enttäuscht aus der demokratischen Parteiarbeit zurück. Eine entscheidende Rolle für Else Frobenius hatte das zu Beginn der Weimarer Republik stark aufkommende Thema des Frauenstimmrechtes, zu dem sie sich auch in ihrer Autobiographie mit folgendem Zitat äußerte:

„Das allgemeine Wahlrecht [1918] rief ja jeden an die Front. […] Auch Frauen spielten in diesen Gemeinschaften [politischen Parteien] eine Rolle. Nicht nur der Rang ihres Mannes oder Schönheit und Reichtum waren dabei maßgebend wie in der Vorkriegszeit, sondern ihre persönliche Leistung. Ich war wohl die erste deutsche Journalistin, die den Versuch unternahm, auch in Frauen- und Unterhaltungsblättern für das Grenz- und Auslandsdeutschtum zu werben.“

Ende November 1918 beteiligte sie sich am Stimmrechtsdiskurs mit einem allegorischen und mehrfach nachgedruckten Gedicht, in dem sie an ihre Geschlechtsgenossinnen appellierte: "Wahlrecht ist Wahlpflicht! Verschmäht nicht Fortunas Gabe!" Sie verwies eindringlich auf die neuen staatsbürgerlichen Optionen und formulierte gleichzeitig ihre Anerkennung für Frauen, die Vorkämpferinnen des neuen Privilegs gewesen waren. In der ersten Jahreshälfte 1919 hatte die Publizistin für die Welt der Frau, Beilage der Zeitschrift die Gartenlaube, vier längere Artikel verfasst, in denen sie Politikerinnen aus unterschiedlichen parlamentarischen Fraktionen wertschätzend porträtierte. Mit politischer Partizipation im engeren Sinn befasste sie sich besonders Anfang der 1920er Jahre, indem sie beispielsweise innerhalb einer Zeitschrift mit nationaler Ausrichtung über Parlamentarische Frauenberufe schrieb und dabei ein Plädoyer für die Mitgestaltung der Frauen innerhalb aller parlamentarischen Einrichtungen und Hierarchien abgab. Frobenius hatte hohe Ziele und brachte dies immer wieder deutlich zum Ausdruck: „Zu einer weiblichen Ministerin haben wir es noch nicht gebracht, wohl aber haben wir mehrere weibliche Regierungsräte, die vielleicht auf diesen Posten zusteuern“. In ihrem Text beschwor sie die Frauen, als Staatsbürgerinnen aktiv zu werden, sich der Verantwortung für "das Volksganze" zu stellen und deshalb beispielsweise Ämterangebote „nicht aus Bequemlichkeit oder Ängstlichkeit“ abzulehnen. 1928 drang Frobenius im Zuge eines auf der Titelseite platzierten Appells mit der Überschrift An die Frauen erneut auf aktive weibliche Mitbestimmung. Obwohl Else Frobenius zwei Jahre später in einem viertelstündigen Radiobeitrag vom 22. September 1930 unter dem Titel „die Frau im Staat“ wiederum die weibliche politische Teilhabe thematisierte, fällte sie in jenem Jahr den Entschluss, ihre DVP-Mitgliedschaft zu beenden. Das engagierte Mitwirken in verschiedenen politischen Interessensvertretungen hatte Frobenius mit der journalistischen Arbeit verbunden. Lora Wildenthal charakterisiert Frobenius wie folgt:

“Frobenius was a typical woman who embraced a conservative model of women’s activism, yet benefited tremendously from the changes that the Weimar Republic brought to women.”

„Frobenius war eine typische Frau, die ein konservatives Modell für weiblichen Aktivismus bereitwillig annahm und dabei gleichzeitig enorm von den Veränderungen profitierte, die die Weimarer Republik den Frauen brachte.“

## Journalistische Arbeit während der NS-Zeit
Frobenius fühlte sich bereits lange, bevor sie nach Berlin ging, dem Deutschen Kaiserreich stark verbunden und formulierte als eine der ersten die Rolle der Frau im nationalsozialistischen Staat, und das trotz des in Berlin ausgeübten diktatorischen Führungsprinzips, was häufig mit der Diskriminierung von Meinungen und Menschen verbunden war. Sie trat am 1. Mai 1933 der NSDAP (Nationalsozialistischen Deutschen Arbeiterpartei) bei, für die sie ein Propagandabuch verfasste mit dem Titel »Die Frau im Dritten Reich«. Darin beschrieb sie die Rolle der Frau im NS-Staat. Frobenius verstand die Frau im völkischen Staat uneingeschränkt als „Trägerin der Rasse“. Sie war auch der Ansicht, dass durch frühe Heirat und Mutterschaft es gelingen könne, „die jungen Männer der Versuchung zu einem unfruchtbaren, Blut und Seele zerstörenden Liebesleben zu entziehen“. Geradezu lächerlich allerdings sei, „angesichts solch hoher Zielsetzung der dekadente Vorwurf, der Nationalsozialismus wolle die Frauen zur ‚Gebärmaschine‘ erniedrigen“. Genau darauf aber liefen ihre Vorstellungen hinaus. Else Frobenius deutet ihr Leben als Erfolgsgeschichte. In ihren Schriften werden überwiegend positive Aspekte ausgeführt. Sie erwähnt den Holocaust und die Vernichtung Andersdenkender nicht. Auch ist nichts zu finden, was diese Sicht trüben könnte.
Else Frobenius’ Vorstellungen, die sie in ihrer Schrift entwickelt, lesen sich wie eine Programmatik für die Rolle der Frau bzw. des Frauenkörpers in der biopolitisch-völkischen NS-Diktatur. Nachdem die Berlinerin während des Zweiten Weltkrieges dreimal ausgebombt worden war, verließ sie 1945 die Stadt und übersiedelte nach Schleswig-Holstein. Dort vertrat sie bis zuletzt im Rahmen der Flüchtlingsbetreuung nochmals deutschbaltische Interessen. Im Alter von 77 Jahren starb Else Frobenius 1952 in Schleswig.

## Werke
- Mit uns zieht die neue Zeit. Eine Geschichte der deutschen Jugendbewegung. Deutsche Buch-Gemeinschaft, Berlin 1927; 2. Aufl. 1929.
- Erinnerungen einer Journalistin: Zwischen Kaiserreich und Zweitem Weltkrieg, hrsg. und kommentiert von Lora Wildenthal. Böhlau, Köln 2005.
- Die Frau im Dritten Reich. Nationaler Verlag Joseph Haribaldi, Berlin-Wilhelmsdorf 1933.